# Люр (округ)
Округ Люр (фр. Arrondissement de Lure) — округ у Франції, в департаменті Верхня Сона. 2023 року округ об'єднував 192 муніципалітети, населення становило 107 409 осіб.
Адміністративний центр (супрефектура) — Люр.

## Муніципалітети
Список муніципалітетів округу та їхні коди INSEE:
1. Абелькур (70001)
2. Аделан-е-ле-Валь-де-Бітен (70004)
3. Айван (70005)
4. Айвілле-е-Ліомон (70006)
5. Айонкур (70007)
6. Аленкур (70010)
7. Амаж (70011)
8. Амб'євілле (70013)
9. Амблан-е-Велотт (70014)
10. Амон-е-Еффрене (70016)
11. Андорне (70021)
12. Анже (70023)
13. Аншенонкур-е-Шазель (70017)
14. Арпенан (70029)
15. Атезан-Етруатфонтен (70031)
16. Бассіньє (70052)
17. Бевеж (70072)
18. Белоншам (70063)
19. Белотт-Сен-Лоран (70071)
20. Бельверн (70064)
21. Бельмон (70062)
22. Бельфаї (70061)
23. Бетонкур-ле-Бротт (70067)
24. Бетонкур-Сен-Панкра (70069)
25. Бодонкур (70055)
26. Бревільє (70096)
27. Бреш (70093)
28. Брешотт (70094)
29. Бріокур (70097)
30. Бротт-ле-Люксей (70098)
31. Буан-ле-Люр (70081)
32. Буліньє (70083)
33. Велорсе (70541)
34. Вельменфруа (70537)
35. Вельшевре-е-Курбенан (70530)
36. Верлан (70547)
37. Ві-ле-Люр (70581)
38. Віан-ле-Валь (70579)
39. Візонкур (70571)
40. Вілларжан (70553)
41. Віллафан (70552)
42. Вілле-ла-Віль (70562)
43. Вілле-ле-Люксей (70564)
44. Вілле-сюр-Сольно (70567)
45. Віллесексель (70561)
46. Вовілле (70526)
47. Вуенан (70577)
48. Граммон (70273)
49. Гранж-ла-Віль (70276)
50. Гранж-ле-Бур (70277)
51. Гуенан (70271)
52. Дамбенуа-ле-Коломб (70195)
53. Дампвалле-Сен-Панкра (70200)
54. Дамп'єрр-ле-Конфлан (70196)
55. Деманжевель (70202)
56. Ебо-Брест (70216)
57. Еен (70213)
58. Екроманьї (70210)
59. Емульєр (70217)
60. Енвель (70008)
61. Ерикур (70285)
62. Ерреве (70215)
63. Еспрель (70219)
64. Етобон (70221)
65. Ешаванн (70205)
66. Ешенан-су-Мон-Водуа (70206)
67. Жане (70290)
68. Женевре (70263)
69. Женеврей (70262)
70. Жирфонтен (70269)
71. Жорфан (70264)
72. Кер (70432)
73. Клергутт (70157)
74. Конфлан-сюр-Лантерн (70168)
75. Корбене (70171)
76. Корравілле (70176)
77. Креванз-е-ла-Шапель-ле-Гранж (70187)
78. Кревене (70188)
79. Куазево (70160)
80. Курмон (70182)
81. Куршатон (70180)
82. Кутенан (70184)
83. Кюв (70194)
84. Ла-Басс-Вевр (70051)
85. Ла-Брюєр (70103)
86. Ла-Вевр (70512)
87. Ла-Верженн (70544)
88. Ла-Вільдьє-ан-Фонтенетт (70555)
89. Ла-Вуавр (70573)
90. Ла-Корб'єр (70172)
91. Ла-Кот (70178)
92. Ла-Крез (70186)
93. Ла-Лантерн-е-лез-Армон (70295)
94. Ла-Лонжин (70308)
95. Ла-Монтань (70352)
96. Ла-Невль-ле-Люр (70385)
97. Ла-Піссер (70411)
98. Ла-Пруазельєр-е-Лангль (70425)
99. Ла-Розьєр (70453)
100. Ла-Шапель-ле-Люксей (70128)
101. Лантено (70294)
102. Ле-Валь-де-Гуенан (70515)
103. Ле-Маньї (70317)
104. Ле-Фессе (70233)
105. Лез-Енан (70046)
106. Лінексер (70304)
107. Ліоффан (70313)
108. Ломон (70306)
109. Лонжвель (70307)
110. Люз (70312)
111. Люксей-ле-Бен (70311)
112. Люр (70310)
113. Майронкур-Шаретт (70322)
114. Майронкур-Сен-Панкра (70323)
115. Мальбуан (70328)
116. Мандревіллар (70330)
117. Маньї-Вернуа (70321)
118. Маньї-Данігон (70318)
119. Маньї-Жобер (70319)
120. Маньївре (70314)
121. Маньонкур (70315)
122. Марас (70332)
123. Меленкур (70338)
124. Мелесе (70336)
125. Мелізе (70339)
126. Меркур (70344)
127. Міньявілле (70347)
128. Моллан (70351)
129. Мондоре (70360)
130. Монтессо (70361)
131. Моффан-е-Вашересс (70348)
132. Муаме (70349)
133. О-дю-Там-Шато-Ламбер (70283)
134. Оппенан (70395)
135. Орикур (70396)
136. Ормуаш (70398)
137. Отвель (70284)
138. Отре-ле-Ве (70042)
139. Палант (70403)
140. Пассаван-ла-Рошер (70404)
141. Планше-Ба (70413)
142. Планше-ле-Мін (70414)
143. Пленемон (70412)
144. Помуа (70416)
145. Пон-дю-Буа (70419)
146. Пон-сюр-л'Оньон (70420)
147. Раддон-е-Шапандю (70435)
148. Риньовель (70445)
149. Роншам (70451)
150. Руа (70455)
151. Сель (70485)
152. Сен-Бартелемі (70459)
153. Сен-Брессон (70460)
154. Сен-Жермен (70464)
155. Сен-Лу-сюр-Семуз (70467)
156. Сенаржан-Міньяфан (70487)
157. Сен-Совер (70473)
158. Сен-Сюльпіс (70474)
159. Сен-Ферже (70462)
160. Сент-Марі-ан-Шануа (70469)
161. Сент-Марі-ан-Шо (70470)
162. Серванс-М'єллен (70489)
163. Сервіньє (70490)
164. Сесенан (70484)
165. Сітер (70155)
166. Со (70478)
167. Сольно (70477)
168. Тернюе-Меле-е-Сен-Ілер (70498)
169. Тремуен (70506)
170. Фаллон (70226)
171. Фемон (70229)
172. Флере-ле-Сен-Лу (70238)
173. Фоконьє-е-ла-Мер (70227)
174. Фонтен-ле-Люксей (70240)
175. Фонтенуа-ла-Віль (70242)
176. Фраєр-е-Шатеб'є (70248)
177. Франкальмон (70249)
178. Франшвель (70250)
179. Фредерик-Фонтен (70254)
180. Фресс (70256)
181. Фроте-ле-Люр (70260)
182. Фруадконш (70258)
183. Фруадтерр (70259)
184. Фужероль-Сен-Вальбер (70245)
185. Шаванн (70147)
186. Шаже (70116)
187. Шалонвіллар (70117)
188. Шампаньє (70120)
189. Шампе (70121)
190. Шатене (70140)
191. Шатенуа (70141)
192. Шенеб'є (70149)
193. Юрекур (70287)